# ウェストバレーシティ (ユタ州)
ウェストバレーシティ（英: West Valley City）は、アメリカ合衆国ユタ州北部ソルトレイク郡の都市。ソルトレイクシティの南に位置している。人口14万0230人（2020年）で州内第2の都市であるが、ソルトレイクシティのベッドタウンとして機能している。

## 歴史
ジョセフ・ハーカーとその家族が「ヨルダンを越えて」行った最初のモルモン教徒だった。ウェストバレーシティとなった地域は10年間以上も大半が農業地だった。
グレンジャー地域には当初1849年にダン・ジョーンズと共にユタに来ていたウェールズ出身の末日聖徒教会員が入植した。灌漑施設が施されるとこの地域では農業が進み、成功した農業と言う理由で地域の名前を提案したのがエリアス・スミスだった。別の時期では高アルカリ含有量の土地が農業を難しくしたが、1884年に別のグレンジャーという地域を形成できるだけの末日聖徒教会員がいた。1930年にはグレンジャー周辺に約1,000人の人々が住んでいた。
ハンターが開拓されたのは1876年になってからだった。この開拓はラスムス・ニールセン、エドワード・ラシュトン、オーガスト・ラーソンおよび彼らの家族に連なる7人の者が行った。灌漑は1881年に始まり、主要作物は果樹だった。ウェストバレーシティは1970年代に急速な成長を始めた。この頃はハンター、グレンジャー、チェスターフィールドおよびレッドウッドという4つの地域社会があった。この4地域が1980年に合併し、現在の市を形成した。2002年ソルトレークシティオリンピックの時には男女アイスホッケーの公式会場になった。

## 地理
ウェストバレーシティは北緯40度41分21秒 西経111度59分38秒 / 北緯40.68917度 西経111.99389度に位置する。アメリカ合衆国国勢調査局に拠れば、市域全面積は35.5平方マイル (91.8 km2)、このうち陸地は35.4平方マイル (91.7 km2)、水面は0.1平方マイル (0.1 km2)で水域率は0.17％である。
ウェストバレーシティはソルトレイク・バレーの北西側にあり、北はソルトレイクシティ、東はサウスソルトレイク、西はマグナ・タウンシップ、南はテイラーズビルとカーンズ・タウンシップに挟まれている。オーカー山脈が西に聳え、東市境にはジョーダン川が流れている。

## 市政府
ウェストバレーシティは無党派で強力なシティマネジャー方式を採用しており、シティマネジャーが最高執行役員、市長が委員会の議長、市政委員会が立法の役目を果たしている。市長は市政委員会で投票もできる。市政委員会は第5火曜日を除く毎週火曜日午後6時半から開かれている。市役所はサウスコンスティチューション・ブールバード3600にある。
市長と6人の市政委員は4年任期で選ばれている。市長選挙は3人の委員と同年に行われる。他の3人の委員は市長選挙から2年ずらせて選出される。委員のうち2人は全市を選挙区にし、残り4人は約28,000人の住人がいる地区から選出されている。役人には任期制限が無い。直近の選挙は2009年に行われた。

## 人口動態
以下は2000年の国勢調査による人口統計データである。
| 基礎データ - 人口: 108,896人 - 世帯数: 32,253世帯 - 家族数: 25,931家族 - 人口密度: 1,187.7人/km2（3,076.3人/mi2） - 住居数: 33,488軒 - 住居密度: 365.2軒/km2（946.0軒/mi2） 人種別人口構成 - 白人: 78.21% - アフリカン・アメリカン: 1.15% - ネイティブ・アメリカン: 1.17% - アジア人: 4.29% - 太平洋諸島系: 2.90% - その他の人種: 8.75% - 混血: 3.53% - ヒスパニック・ラテン系: 18.48% 年齢別人口構成 - 18歳未満: 33.7% - 18-24歳: 12.9% - 25-44歳: 30.7% - 45-64歳: 17.4% - 65歳以上: 5.4% - 年齢の中央値: 27歳 - 性比（女性100人あたり男性の人口） - 総人口: 102.3 - 18歳以上: 100.5 | 世帯と家族（対世帯数） - 18歳未満の子供がいる: 47.1% - 結婚・同居している夫婦: 61.3% - 未婚・離婚・死別女性が世帯主: 13.2% - 非家族世帯: 19.6% - 単身世帯: 14.7% - 65歳以上の老人1人暮らし: 3.9% - 平均構成人数 - 世帯: 3.36人 - 家族: 3.71人 収入と家計 - 収入の中央値 - 世帯: 45,773 米ドル - 家族: 48,593米ドル - 性別 - 男性: 32,116米ドル - 女性: 22,693米ドル - 人口1人あたり収入: 15,031米ドル - 貧困線以下 - 対人口: 8.7% - 対家族数: 6.71% - 18歳未満: 11.0% - 65歳以上: 3.5% |

## 教育
市内の教育はグラナイト教育学区が管轄している。小学校21校、中学校4校、および1958年に開校したグレンジャー高校と1990年に開校したハンター高校がある。また映画制作に特化したチャータースクールであるイーストハリウッド高校もある。

## 交通

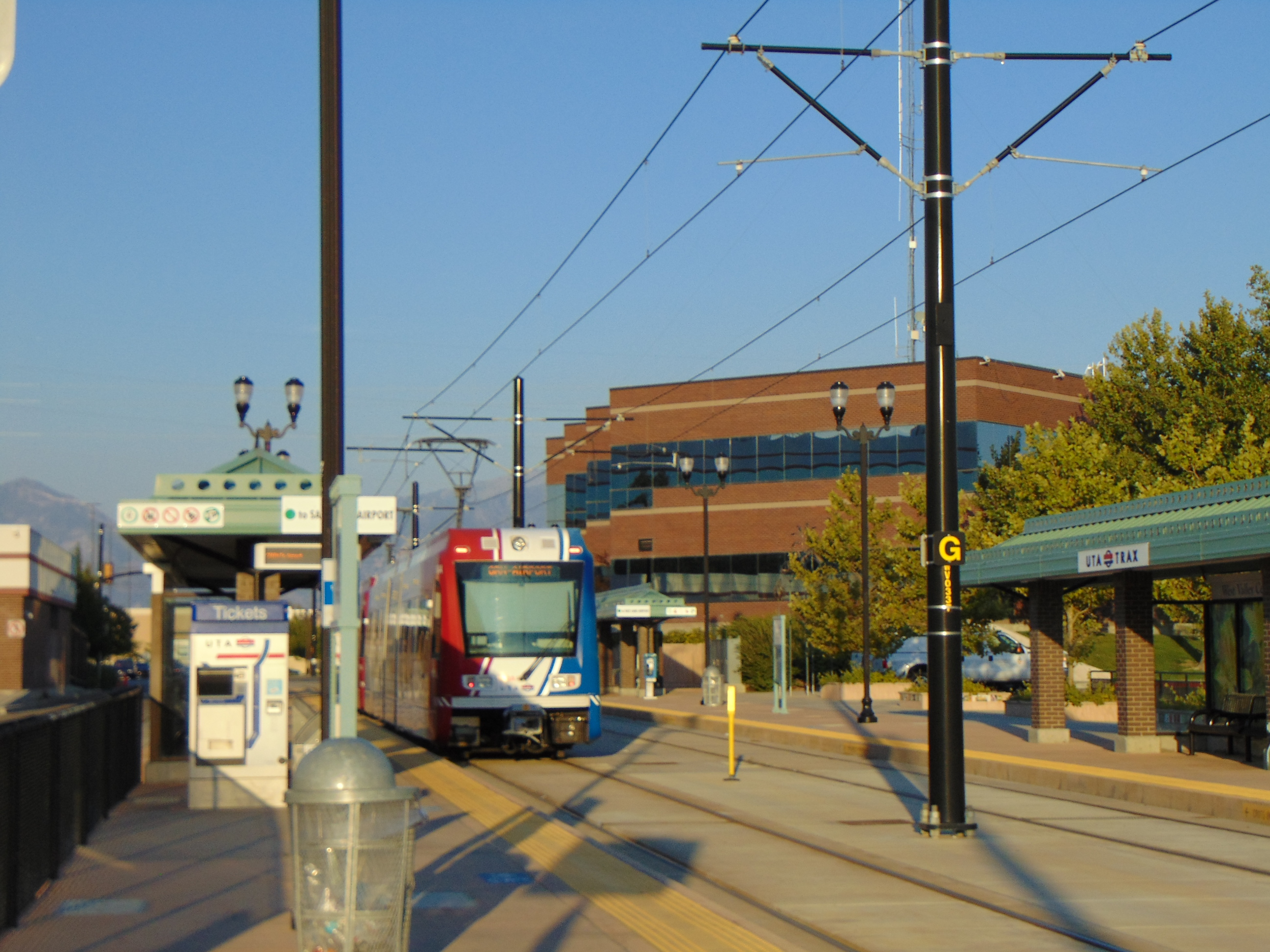
ウェストバレー・セントラル駅

### 鉄道
ユタ交通公社のライトレール「TRAX」の駅があり、通勤通学に利用されている。

### 道路
ウェストバレーシティはソルトレイクシティと同じ住所表示システムの中にあるので同じ街路番号付けを行っている。州間高速道路15号線は市域より遥か東にある。州間高速道路215号線が市内東部を15号線に並行して走っている。ユタ州道201号線は北のソルトレイクシティとの境界を走り、高速道路として西のマグナまで繋がっている。アメリカ国道154号線はソルトレイクシティ国際空港から南方に延びており、市の中央部を縦断している。

## 施設
市内にはECHL（元イーストコースト・ホッケーリーグ）に所属するユタ・グリズリーズとその競技場Eセンターがある。またユタ州文化祝典センター、ストーンブリッジ・ゴルフコース、ウェストリッジ・ゴルフコース、ロッキーマウンテン・レースウェイ、USANAアンフィテアトルム円形競技場、ヘイル・センター劇場およびバレーフェアモールがある。

## 姉妹都市
ウェストバレーシティは次の都市と姉妹都市を結んでいる。
- 南投市（中華民国南投県）

## 著名な住人
- ジョン・マドセン、アメリカフットボール選手、クリーブランド・ブラウンズ
- ノーファフ・タヒ、アメリカフットボール選手、ミネソタ・バイキングス [4]